# Eupezizella
Eupezizella is een geslacht van schimmels uit de familie Hyaloscyphaceae. De typesoort is Eupezizella candida.

## Soorten
Volgens Index Fungorum telt het geslacht vier soorten (peildatum maart 2022):
| Soortnaam                | Auteur(s)                                    | Publicatiejaar |
| ------------------------ | -------------------------------------------- | -------------- |
| Eupezizella aureliella   | (P. Karst.) T. Kosonen, Huhtinen & K. Hansen | 2020           |
| Eupezizella britannica   | (Huhtinen) T. Kosonen, Huhtinen & K. Hansen  | 2020           |
| Eupezizella nipponica    | (Huhtinen) T. Kosonen, Huhtinen & K. Hansen  | 2020           |
| Eupezizella roseoguttata | (Huhtinen) T. Kosonen, Huhtinen & K. Hansen  | 2020           |